# Somo (Cantabria)
Somo es una localidad de Ribamontán al Mar, Cantabria (España). Tenía 1787 habitantes en el año 2021, según el INE. Es el principal destino turístico del municipio y uno de los más importantes de la comunidad autónoma. 
Se comunica por carretera con Pedreña, en el municipio de Marina de Cudeyo, a través del Puente de Somo. Posee a su vez un servicio regular de transporte de viajeros por barco con Santander y Pedreña, cuyas embarcaciones reciben el nombre popular de "lanchas" o "pedreñeras". 
El principal atractivo son sus kilométricas playas, con un extremo en el arenal El Puntal, una enorme lengua de dunas que se adentra en la bahía. Somo cuenta con un paseo marítimo desde el que se tienen bonitas vistas a la bahía de Santander. La localidad ofrece una gran variedad de servicios y equipamientos turísticos. 
Su fiesta es, junto con Loredo, la Virgen de Latas, el 8 de septiembre.